# 大村朋宏
大村 朋宏（おおむら ともひろ、1975年〈昭和50年〉4月3日 - ）は、日本のお笑い芸人。お笑いコンビ・トータルテンボスのボケ担当。
静岡県御殿場市出身。吉本興業所属。身長178 cm、体重62 kg。血液型はO型。

## 略歴
- 御殿場市立南中学校・静岡県立沼津東高等学校卒業[1][2]、1浪を経て明治大学商学部入学。
- 小学校からの同級生である藤田憲右と、1997年4月にコンビ結成。
- 2006年4月、相方と同時に結婚を発表。同年、長男誕生。2014年には長女も誕生し、二児の父である。

## 家族
- 家族は妻、長男（晴空・はるく）、長女（陽彩・ひいろ）。兄弟は妹と弟、父親がフィリピン人女性（大村より2歳年上）と再婚したことで義妹が2人いる。

## 人物
- 高校時代はハンドボール部に所属[3]。このため、東日本大震災のチャリティーで芸能界でのハンドボール経験者らと共にハンドボール大会へ参加している[要出典]。
- 藤田とは若手時代に幾度も同じアルバイトを経験しており、飲食店では必ず大村はホール、藤田は厨房に割り当てられた。24歳の頃はキャバクラでのボーイのアルバイトをしており、店長に「お笑いをやめて本気でこの世界で働かないか」とスカウトされたこともある[4]。
- 藤田が参加している野球チーム「アフロモンキーズ」の監督を務めている[5]。プロ野球は読売ジャイアンツのファンで[6]、2015年には自身のTwitterで生年月日が同じ高橋由伸の監督就任について触れている[7]。
- 公式ブログでは、ライブで共演したコンビに適当な漢字を当てはめて紹介することがある。
- 2009年にウーパールーパー2匹を飼育し始め、名前は「ウンパ」と「ルンパ」。2009年時点で7歳となるダックスフントを飼っており、名前は「ギャング」。
- コンタクトレンズを使用している。
- お互いのコンビ間での関係性がよく似ていることから、設楽統（バナナマン）には非常に憧れている。
- 月に約35回のライブを行なっておりさらに全国を回るため、休みは月に1日あるかないかである。
- 2017年4月には写真週刊誌『FRIDAY』で不倫を報道された際[8]、大村は雑誌発売日に「お騒がせして申し訳ありません」と謝罪した[9]。
- 実家が雀荘経営だったこともあり、麻雀への造詣が深い[10]。芸人界屈指の実力者とされており、麻雀最強戦2022のファイナル進出枠1つを争う対局・『著名人最強決戦』で2位の好成績を残した（優勝は片山まさゆき）[11]。2018年に始まったプロ麻雀リーグ・Mリーグは「9割は見てますね」と称するほどの大ファン[12]。

## 出演

### テレビ
- 面白い八人。→面白い八人。延長戦（フジテレビONE、2011年 - 2012年）- レギュラー
- 千鳥のクセがスゴいネタGP（フジテレビ）- 息子の晴空と共に出演（晴空の受験期にはコンビでの出演）。

### ドラマ
- Qrosの女 スクープという名の狂気 第2話（2024年10月14日、テレビ東京） - ヘアメイク 役[13]

### アニメ
- 遊☆戯☆王5D's（テレビ東京）タカ役

### MV
- ポルカドットスティングレイ「青い」（2021年）[14]

### ウェブテレビ
- 新春オールスター麻雀大会2019（2019年1月2日 - 3日、AbemaTV）[15]
- 新春オールスター麻雀大会2020（2020年1月2日 - 3日、AbemaTV）[16]※テレビ朝日でも一部放送

### DVD
- ジュニア千原と大輔宮川のすべらない話（2009年11月18日、よしもとアール・アンド・シー）

## 書籍
- 「お道化もの」(2011年1月12日発売、ワニブックス)